# Vuelta a Venezuela 2019
La 56.ª edición de la Vuelta a Venezuela fue una carrera de ciclismo en ruta por etapas que se celebró entre el 17 y el 24 de julio de 2019 con inicio en la ciudad de Caracas y final en la ciudad de La Guaira en Venezuela. El recorrido constó de un total de 8 etapas sobre una distancia total de 1041,7 km.
La carrera hizo parte del circuito UCI America Tour 2019 dentro de la categoría 2.2 y fue ganada por el ciclista venezolano Orluis Aular.

## Equipos participantes
Tomaron la partida un total de 14 equipos, de los cuales 1 fue de categoría Continental, 12 equipos regionales y de clubes y la selección nacional de Venezuela, quienes conformaron un pelotón de 70 ciclistas (de 77 inscritos). Los equipos participantes fueron:
| Equipo continental- Movistar Team Ecuador Equipo nacional- Venezuela Equipo ciclista aficionado- Ediciones Mar de Ciclismo Equipos regionales y de clubes (11)- Bicicletas Castilla-Idermi - Deportivo Táchira - Gob Bolivariano Trujillo Indet - Gob Ruteros Monagas Indem - Gobierno de Miranda-Trek - JB Ropa Deportiva - Masa Brayga Aragua - Osorio Motos-SuBicicleta.com - Rio de Janeiro Cycling Team - Team HYF Ropa Deportiva Fundación Herrera - Venezuela País de Futuro-Fina Arroz |
| |

## Etapas
| Etapa     | Fecha     | Recorrido                        | type                    | Distancia (km) | Ganador         | Líder          |
| --------- | --------- | -------------------------------- | ----------------------- | -------------- | --------------- | -------------- |
| 1.ª etapa | 17 de jul | Caracas – Caracas                | etapa llana             | 85             | Xavier Quevedo  | Xavier Quevedo |
| 2.ª etapa | 18 de jul | San Francisco de Yare – Valencia | etapa llana             | 165            | Orluis Aular    | Orluis Aular   |
| 3.ª etapa | 19 de jul | Valencia – Acarigua              | etapa llana             | 177,5          | Orluis Aular    | Orluis Aular   |
| 4.ª etapa | 20 de jul | Guanare – Barquisimeto           | etapa de media montaña  | 166            | Orluis Aular    | Orluis Aular   |
| 5.ª etapa | 21 de jul | Barquisimeto – Barquisimeto      | contrarreloj individual | 28,4           | Orluis Aular    | Orluis Aular   |
| 6.ª etapa | 22 de jul | Quíbor – San Felipe              | etapa de montaña        | 135,2          | Orluis Aular    | Orluis Aular   |
| 7.ª etapa | 23 de jul | San Felipe – Cagua               | etapa llana             | 187,6          | Xavier Quevedo  | Orluis Aular   |
| 8.ª etapa | 24 de jul | La Guaira – La Guaira            | etapa llana             | 97             | Clever Martínez | Orluis Aular   |

## Clasificaciones finales
Las clasificaciones finalizaron de la siguiente forma:

### Clasificación general
| \| Clasificación general \| Clasificación general \| Clasificación general \| Clasificación general \| Clasificación general \| \| Ciclista \| Ciclista \| Equipo \| Tiempo \| \| \| --------------------- \| ------------------------- \| -------------------------------------- \| --------------------- \| --------------------- \| \| 1.º \| Orluis Aular \| Venezuela \| 24 h 29 min 06 s \| \| \| 2.º \| Carlos Gálviz \| Deportivo Táchira \| + 2 min 40 s \| \| \| 3.º \| Jonathan Salinas \| Lotería del Táchira \| + 3 min 17 s \| \| \| 4.º \| Yurgen Ramírez \| Venezuela País de Futuro-Fina Arroz \| + 3 min 29 s \| \| \| 5.º \| José Rujano \| Uni Sport Lamentinois \| + 3 min 34 s \| \| \| 6.º \| Wilson Haro \| Movistar Team Ecuador \| + 4 min 02 s \| \| \| 7.º \| Anderson Paredes \| Movistar Team Ecuador \| + 4 min 16 s \| \| \| 8.º \| Sergio Andrés Martínez \| GW Shimano \| + 4 min 20 s \| \| \| 9.º \| Jymmi Santiago Montenegro \| Movistar Team Ecuador \| + 4 min 22 s \| \| \| 10.º \| Pedro Gutiérrez \| Gobierno de Yaracuy-Banco Bicentenario \| + 4 min 29 s \| \| |                           |                                        |                  |
| |                           |                                        |                  |
| Fuente: ProCyclingStats |                           |                                        |                  |
| Clasificación general |                           |                                        |                  |
| Ciclista | Ciclista                  | Equipo                                 | Tiempo           |
| 1.º | Orluis Aular              | Venezuela                              | 24 h 29 min 06 s |
| 2.º | Carlos Gálviz             | Deportivo Táchira                      | + 2 min 40 s     |
| 3.º | Jonathan Salinas          | Lotería del Táchira                    | + 3 min 17 s     |
| 4.º | Yurgen Ramírez            | Venezuela País de Futuro-Fina Arroz    | + 3 min 29 s     |
| 5.º | José Rujano               | Uni Sport Lamentinois                  | + 3 min 34 s     |
| 6.º | Wilson Haro               | Movistar Team Ecuador                  | + 4 min 02 s     |
| 7.º | Anderson Paredes          | Movistar Team Ecuador                  | + 4 min 16 s     |
| 8.º | Sergio Andrés Martínez    | GW Shimano                             | + 4 min 20 s     |
| 9.º | Jymmi Santiago Montenegro | Movistar Team Ecuador                  | + 4 min 22 s     |
| 10.º | Pedro Gutiérrez           | Gobierno de Yaracuy-Banco Bicentenario | + 4 min 29 s     |

### Clasificación por puntos
| Clasificación por puntos | Clasificación por puntos | Clasificación por puntos            | Clasificación por puntos | Clasificación por puntos |
| Ciclista                 | Ciclista                 | Equipo                              | Puntos                   |                          |
| ------------------------ | ------------------------ | ----------------------------------- | ------------------------ | ------------------------ |
| 1.º                      | Orluis Aular             | Venezuela                           | 167 pts                  |                          |
| 2.º                      | Xavier Quevedo           | Venezuela País de Futuro-Fina Arroz | 78 pts                   |                          |
| 3.º                      | Ralph Monsalve           | Tianyoude Hotel Cycling Team        | 74 pts                   |                          |
| 4.º                      | Jonathan Salinas         | Lotería del Táchira                 | 72 pts                   |                          |
| 5.º                      | Wuilmen Bravo            | Deportivo Táchira                   | 60 pts                   |                          |

### Clasificación de la montaña
| Clasificación de la montaña | Clasificación de la montaña | Clasificación de la montaña | Clasificación de la montaña | Clasificación de la montaña |
| Ciclista                    | Ciclista                    | Equipo                      | Puntos                      |                             |
| --------------------------- | --------------------------- | --------------------------- | --------------------------- | --------------------------- |
| 1.º                         | Orluis Aular                | Venezuela                   | 10 pts                      |                             |
| 2.º                         | Yorman Fuentes              |                             | 8 pts                       |                             |
| 3.º                         | Jymmi Santiago Montenegro   | Movistar Team Ecuador       | 8 pts                       |                             |
| 4.º                         | Jesús Villegas              | Gobierno de Miranda-Trek    | 5 pts                       |                             |
| 5.º                         | William Cerquera            |                             | 4 pts                       |                             |

### Clasificación de los jóvenes
| Clasificación del mejor joven | Clasificación del mejor joven | Clasificación del mejor joven       | Clasificación del mejor joven | Clasificación del mejor joven |
| Ciclista                      | Ciclista                      | Equipo                              | Tiempo                        |                               |
| ----------------------------- | ----------------------------- | ----------------------------------- | ----------------------------- | ----------------------------- |
| 1.º                           | Yurgen Ramírez                | Venezuela País de Futuro-Fina Arroz | 24 h 32 min 35 s              |                               |
| 2.º                           | Wilson Haro                   | Movistar Team Ecuador               | + 33 s                        |                               |
| 3.º                           | Jymmi Santiago Montenegro     | Movistar Team Ecuador               | + 53 s                        |                               |
| 4.º                           | Alexis Quinteros              | Movistar Team Ecuador               | + 1 min 12 s                  |                               |
| 5.º                           | Jesús Villegas                | Gobierno de Miranda-Trek            | + 4 min 26 s                  |                               |

### Clasificación por equipos
| Clasificación por equipos | Clasificación por equipos           | Clasificación por equipos | Clasificación por equipos |
| Equipo                    | Equipo                              | Tiempo                    |                           |
| ------------------------- | ----------------------------------- | ------------------------- | ------------------------- |
| 1.º                       | Deportivo Táchira                   | 73 h 37 min 32 s          |                           |
| 2.º                       | Venezuela País de Futuro-Fina Arroz | + 45 s                    |                           |
| 3.º                       | Movistar Team Ecuador               | + 2 min 19 s              |                           |

## Evolución de las clasificaciones
| Etapa                   | Vencedor                | Clasificación general | Clasificación por puntos | Clasificación de la montaña | Clasificación de las metas volantes | Clasificación de los jóvenes | Clasificación por equipos |
| ----------------------- | ----------------------- | --------------------- | ------------------------ | --------------------------- | ----------------------------------- | ---------------------------- | ------------------------- |
| 1.ª                     | Xavier Quevedo          | Xavier Quevedo        | Xavier Quevedo           | no otorgado                 | Yorman Fuentes                      | Franklin Chacón              | Venezuela País Futuro     |
| 2.ª                     | Orluis Aular            | Orluis Aular          | Orluis Aular             | Yorman Fuentes              | Yorman Fuentes                      | Franklin Chacón              | Venezuela País Futuro     |
| 3.ª                     | Orluis Aular            | Orluis Aular          | Orluis Aular             | Yorman Fuentes              | Yorman Fuentes                      | Franklin Chacón              | Deportivo Táchira         |
| 4.ª                     | Orluis Aular            | Orluis Aular          | Orluis Aular             | Yorman Fuentes              | Yorman Fuentes                      | Yurgen Ramírez               | Venezuela País Futuro     |
| 5.ª                     | Orluis Aular            | Orluis Aular          | Orluis Aular             | Yorman Fuentes              | Yorman Fuentes                      | Yurgen Ramírez               | Deportivo Táchira         |
| 6.ª                     | Orluis Aular            | Orluis Aular          | Orluis Aular             | Orluis Aular                | Yorman Fuentes                      | Yurgen Ramírez               | Deportivo Táchira         |
| 7.ª                     | Xavier Quevedo          | Orluis Aular          | Orluis Aular             | Orluis Aular                | Yorman Fuentes                      | Yurgen Ramírez               | Deportivo Táchira         |
| 8.ª                     | Clever Martínez         | Orluis Aular          | Orluis Aular             | Orluis Aular                | Yorman Fuentes                      | Yurgen Ramírez               | Deportivo Táchira         |
| Clasificaciones finales | Clasificaciones finales | Orluis Aular          | Orluis Aular             | Orluis Aular                | Yorman Fuentes                      | Yurgen Ramírez               | Deportivo Táchira         |

## UCI World Ranking
La Vuelta a Venezuela otorgó puntos para el UCI World Ranking para corredores de los equipos en las categorías Profesional Continental y Equipos Continentales. Las siguientes tablas muestran el baremo de puntuación y los 10 corredores que obtuvieron más puntos:
| Posición              | 1.º | 2.º | 3.º | 4.º | 5.º | 6.º | 7.º | 8.º | 9.º | 10.º |  |
| Clasificación general | 40  | 30  | 25  | 20  | 15  | 10  | 5   | 3   | 3   | 3    |  |
| Por etapa             | 7   | 3   | 1   |     |     |     |     |     |     |      |  |
| Líder                 | 1   |     |     |     |     |     |     |     |     |      |  |

| Clasificación |                         |                       |         |       |       |       |
| Posición      | Ciclista                | Equipo                | General | Etapa | Líder | Total |
| ------------- | ----------------------- | --------------------- | ------- | ----- | ----- | ----- |
| 1.º           | Orluis Aular            | Selección Venezuela   | 40      | 38    | 6     | 84    |
| 2.º           | Carlos Galviz           | Deportivo Táchira     | 30      | 3     |       | 33    |
| 3.º           | Jhonathan Salinas Duque | Deportivo Táchira     | 25      | 4     |       | 29    |
| 4.º           | Yurgen Ramírez          | Venezuela País Futuro | 20      |       |       | 20    |
| 5.º           | Xavier Quevedo          | Venezuela País Futuro |         | 17    | 1     | 18    |
| 6.º           | José Rujano             | Venezuela País Futuro | 15      | 1     |       | 16    |
| 7.º           | Wilson Haro             | Movistar Team Ecuador | 10      |       |       | 10    |
| 8.º           | Clever Jose Martínez    | Selección Venezuela   |         | 7     |       | 7     |
| 9.º           | Santiago Montenegro     | Movistar Team Ecuador | 3       | 3     |       | 6     |
| 10.º          | Anderson Paredes        | Movistar Team Ecuador | 5       |       |       | 5     |